# Katona Judit
Katona Judit (Makó, 1942. július 25. – Szeged, 2011. február 20.) magyar tanár, író, költő.

## Életpályája
Katona Judit Makón született 1942. július 25-én Katona Sándor és Diós Etelka gyermekeként. 1964-1968 között a József Attila Tudományegyetem Bölcsészettudományi Karának magyar szakos hallgatója volt. 1970-1972 között Pusztaszeren tanított. 1979-ben rokkantnyugdíjas lett.
2011. február 20-án hunyt el Szegeden.

## Magánélete
1962-ben házasságot kötött Polner Zoltán íróval. Két gyermekük született; Tamás (1963) és Kinga (1975).

## Művei
- Farkasének, Budapest, Magvető Könyvkiadó, ISBN 9632708938, (1979)
- Örök jegyesség, Békéscsaba, Békés-megyei Könyvtár, ISBN 9630144999, (1982)
- Kháron garasa, Szeged, szerzői magánkiadás, ISBN 9635006950, (1988)
- Őszutó  Szeged, Szeged Megyei Városi Tanács Családi Intézete, ISBN 9630330954, (1989)
- Feltámadás előtt,  Szerzői kiadás, ISBN 9630414546, (1991)
- Elhagyottá nyilvánítva (önéletrajz, Hatvan, Délsziget, (1993)[3]
- Mária-bánat, Szeged, Officina, ISBN 9636507228, (1997)
- Karácsonyi újrakezdés és más ifjúsági színdarabok, Szeged, Agapé Kiadó, (1997)
- Ezüst magány (összegyűjtött versek, Bába és Társai Kiadó, Szeged, ISBN 9639144533, (1999)
- Alkonyban. Válogatás a 2003. évi verspályázat anyagából; szerk. Polner Zoltán, Katona Judit; Bába, Szeged, 2003

## Díjai
- Szeged város Alkotó-díja (1999)
- Kölcsey-díj